# Syrop z mniszka lekarskiego
Syrop z mniszka lekarskiego (miodek majowy) – surogat miodu pszczelego otrzymywany z kwiatów mniszka lekarskiego. Znany w  kuchni polskiej, jako produkt zastępujący naturalny miód i środek leczniczy. Medycyna ludowa przypisuje mu właściwości wzmacniające i oczyszczające organizm, szczególnie przy schorzeniach wątroby.
Otrzymywany jest z nieopłukanych kwiatów. Drobnych owadów i zanieczyszczeń tradycyjnie pozbywa się rozkładając kwiaty na białej tkaninie. Oczyszczony w ten sposób surowiec kwiatowy jest gotowany i macerowany w wodzie. Później kwiaty gotowane są w syropie, a na końcu wyciskane. Powstały syrop gotowany jest nadal, aby uzyskał pożądaną, zbliżoną do miodu, gęstość.
Gotowy produkt charakteryzuje się ciemno–bursztynową barwą i przyjemnym zapachem. Smak miodku majowego zbliżony jest do smaku miodu pszczelego. Występująca często krystalizacja, podobnie jak w miodzie naturalnym, nie dyskwalifikuje wyrobu.
Miodek majowy ze względu na technikę przygotowania zawiera duże ilości nektaru i pyłków kwiatowych, prawdopodobnie z tym są związane przypisywane mu właściwości lecznicze.

## Polska Lista produktów tradycyjnych
Syropy z mniszka pospolitego wpisane na polską listę produktów tradycyjnych:
- „Syrop z mniszka lekarskiego”, województwo pomorskie, wpisany w marcu 2007 roku[1],
- „Mniszek bronisławski” wytwarzany w woj. kujawsko-pomorskim, w powiedzie radziejowskim, w Bronisławiu, wpisany w styczniu 2010[2][4],
- „Syrop z mniszka z Puszczy Mariańskiej” wytwarzany w mazowieckiej gminie Puszcza Mariańska, wpisany we wrześniu 2021[3].

## Literatura
- Wera Sztabowa: Krupnioki i moczka, czyli gawędy o śląskiej kuchni Wydawn. Śląsk, Katowice, 1990, ISBN 83-216-0935-X